# Castiglione Mantovano
Castiglione Mantovano è una frazione del comune di Roverbella, in provincia di Mantova.

## Storia
Di origini romane, sorse sull'antica via che collegava Mantova a Verona. Nel XII secolo Castiglione passò sotto il dominio dei Canossa che ne fecero un borgo franco assieme a Borgoforte e Borgofranco. Passò quindi sotto i domini dei Bonacolsi e dei Gonzaga, sino alla caduta della dinastia. Fu comune autonomo sino al 1772, venendo poi definitivamente aggregato a Roverbella nel 1782.

## Monumenti e luoghi d'interesse
- Castello